# प
Cette page contient des caractères spéciaux ou non latins. S’ils s’affichent mal (▯, ?, etc.), consultez la page d’aide Unicode.
प, appelé pa et transcrit p, est une consonne de l’alphasyllabaire devanagari.

## Représentations informatiques
Ses Unicode sont, :
| formes   | représentations | chaînes de caractères | points de code | descriptions                                    |
| -------- | --------------- | --------------------- | -------------- | ----------------------------------------------- |
| pleine   | प               | प                     | U+092A         | lettre devanagari pa                            |
| morte    | प्               | प◌्                    | U+092A U+094D  | lettre devanagari pa, symbole devanagari virama |
| suscrite | ꣮                | ꣮                      | U+A8EE         | diacritique devanagari lettre pa                |